# بشروية (خراسان الجنوبية)
بشروية هي مدينة إيرانية تقع في محافظة خراسان جنوبي. يبلغ عدد سكانها 13,778 حسب احصاء عام 2006 م. من أعلامها الأديب بديع الزمان فروزانفر

## أعلام
- حسين بشروئي
- بديع الزمان فوروزانفر
- محسن تركي